# Clean Air Car Race

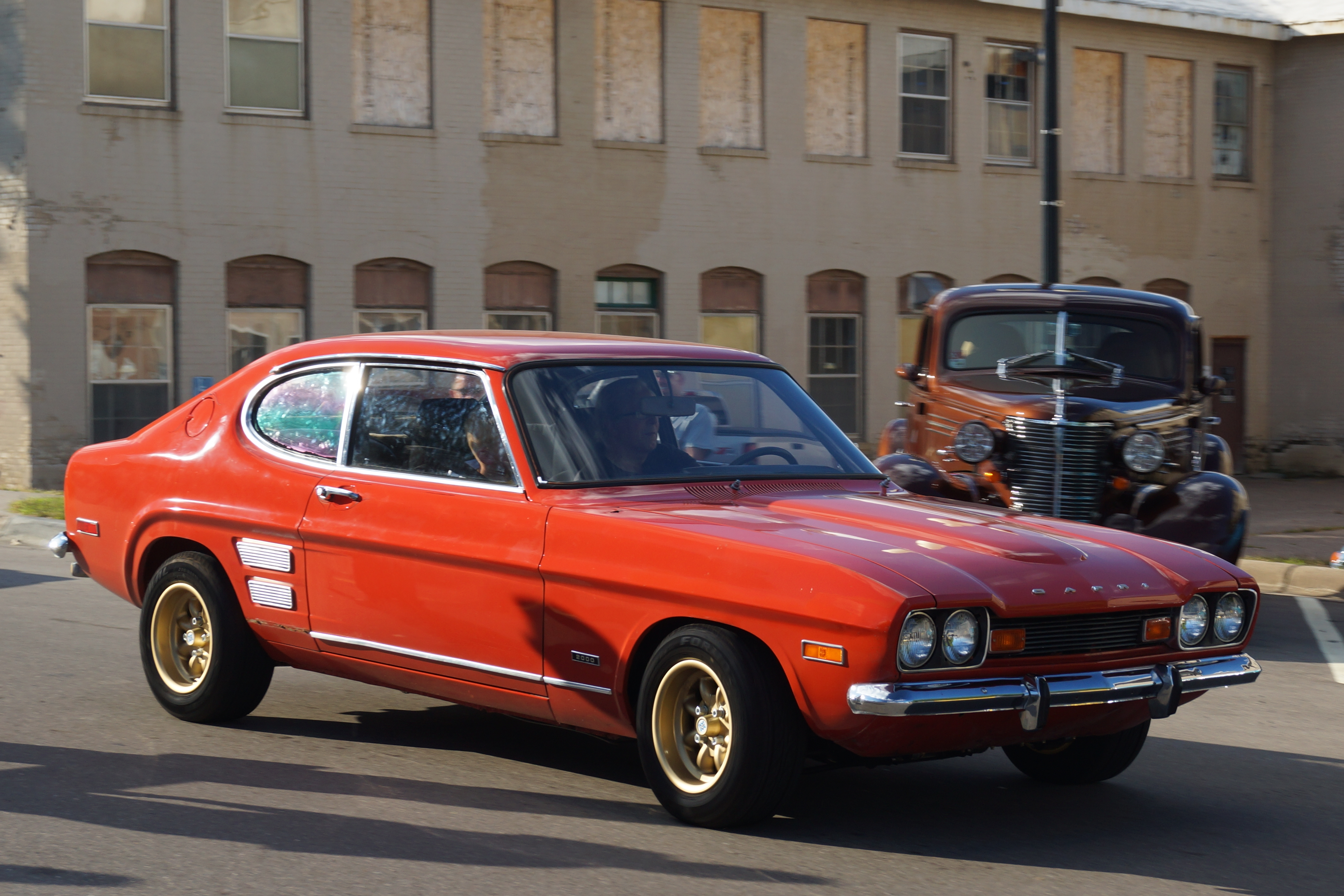
Ein Mercury Capri, Siegerwagen des Clean Air Car Race

Das Clean Air Car Race von 1970 war ein Autorennen, das demonstrieren sollte, dass schadstoffärmere Autos bereits vor Inkrafttreten der Abgasnormen des Clean Air Act im Jahr 1975 realisierbar waren. Es fand vor dem Hintergrund des wachsenden Umweltbewusstseins in den Vereinigten Staaten statt. In jener Zeit wurde auch der erste Tag der Erde gefeiert, die Environmental Protection Agency (EPA) gegründet und der Clean Air Act durch den Präsidenten Richard Nixon unterzeichnet.

## Geschichte

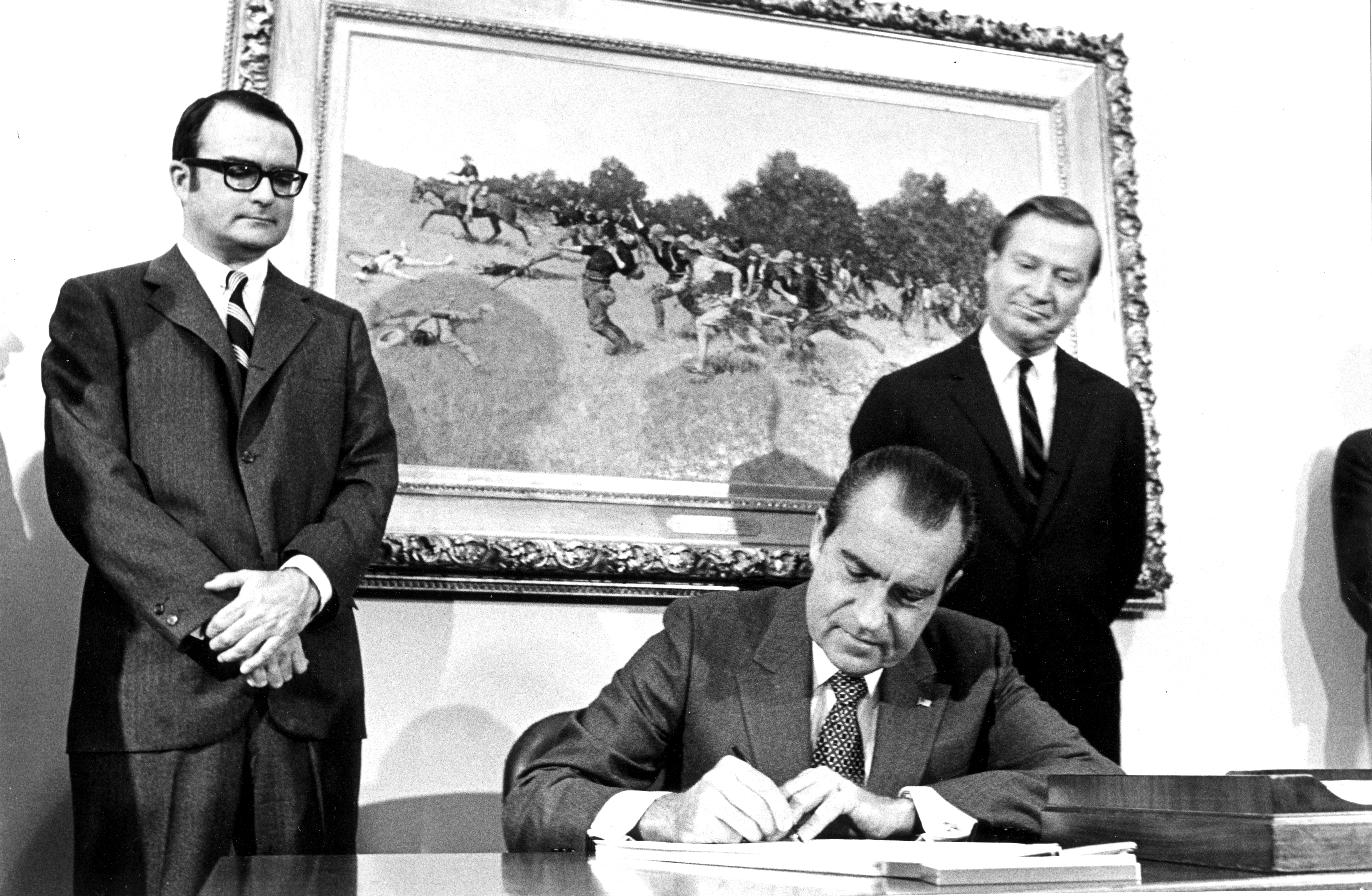
Richard Nixon bei der Unterzeichnung des Clean Air Act von 1970 mit William Ruckelshaus, Administrator der EPA (links), und Russell E. Train, Vorsitzender des Council on Environmental Quality

Der Kongress der Vereinigten Staaten verabschiedete 1970 den Clean Air Act, der vorschrieb, die Emissionen von Kohlenstoffmonoxid, Kohlenwasserstoffen und Stickoxiden bis zum Modelljahr 1975 um 90 % zu senken. Die Automobilhersteller wehrten sich zunächst gegen diese Grenzwerte, da sie der Meinung waren, dass solche Verbesserungen nicht in so kurzer Zeit erreichbar wären.
Studenten des California Institute of Technology (Caltech) und des Massachusetts Institute of Technology (MIT) initiierten daraufhin das Rennen mit dem Ziel, Fahrzeuge zu bauen, die 1970 schon die Abgasnormen von 1975 erfüllten. Gleichzeitig sollten sie praktische Leistungskriterien erfüllen. So mussten die Fahrzeuge beispielsweise zwei Erwachsene befördern können, eine Geschwindigkeit von mindestens 72,5 Kilometern pro Stunde (45 mph) erreichen und einen geringen Kraftstoffverbrauch und geringe Emissionen aufweisen.
Bereits 1968 hatte ein ähnliches Rennen stattgefunden, das Great Transcontinental Electric Car Race, an dem aber nur Studenten des Caltech und des MIT teilgenommen hatten. An dem neuen Rennen nahmen dagegen über 40 Hochschulteams teil, die eine breite Palette von Fahrzeugen mit verschiedenen Technologien wie Batterien, Dampf, Gasturbinen, Hybridantrieb und Verbrennungsmotoren, die mit Motorenbenzin, Propan oder Methanol betrieben wurden, anmeldeten.

## Rennen

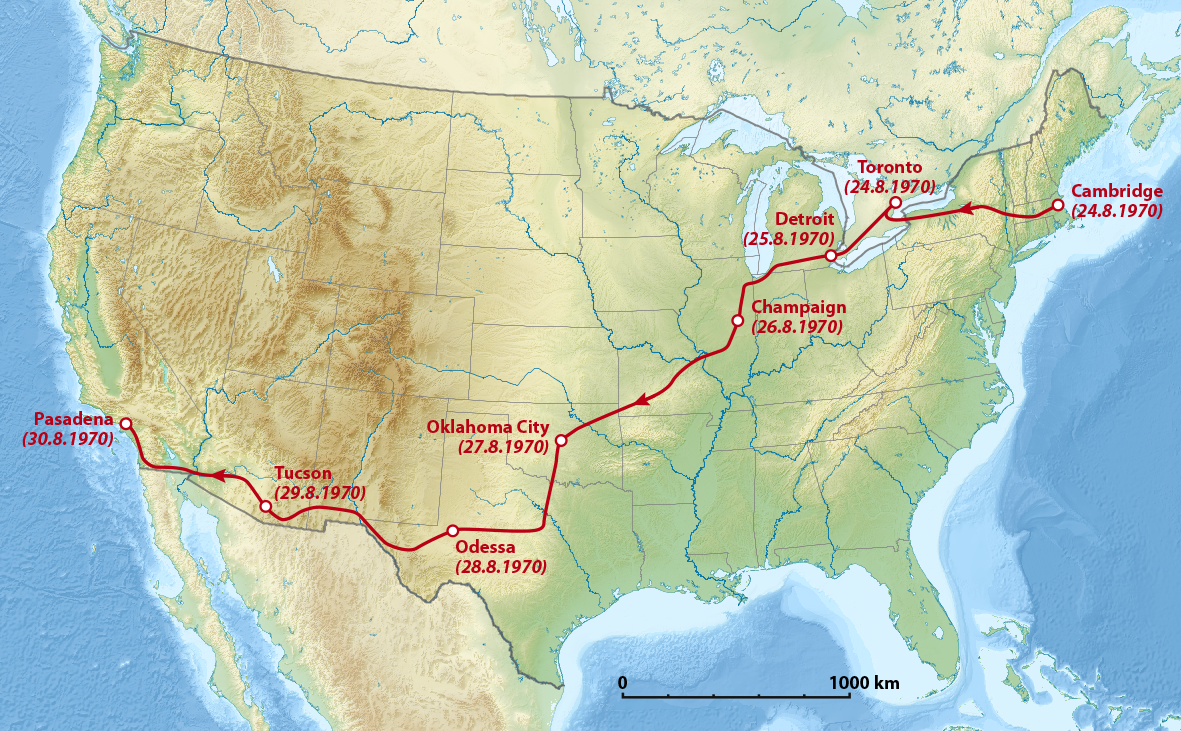
Route des Clean Air Car Race von Cambridge nach Pasadena

Das Rennen begann am 24. August 1970 am Massachusetts Institute of Technology in Cambridge (Massachusetts) und endete sechs Tage später am California Institute of Technology in Pasadena (Kalifornien). Die Strecke führte über etwa 5800 Kilometer durch elf Bundesstaaten und Ontario, Kanada. Entlang der Strecke wurden mehrfach Emissionsprüfungen durchgeführt, unter anderem am Start, in Pasadena und in Detroit in den Prüfständen der Automobilhersteller.

„Wir nehmen nicht an diesem Rennen teil, um jemanden zu schlagen: Wir nehmen an diesem Rennen teil, um uns für die Bekämpfung der Umweltverschmutzung einzusetzen und die Öffentlichkeit für das allgemeine Problem der Umweltverschmutzung zu sensibilisieren. […] Was mich betrifft, so ist jeder, der an diesem Rennen teilnimmt, ein Gewinner.“

Der Siegerwagen war ein umgebauter Mercury Capri, der von einem Team aus Ford-Ingenieuren und Studenten der Wayne State University in Zusammenarbeit mit dem Katalysatorhersteller Engelhard Corporation entwickelt worden war. Das Fahrzeug wurde von einem Benzinmotor angetrieben, der mit bleifreiem Benzin lief, einem zu jener Zeit kaum erhältlichen Kraftstoff. Das Auto war mit einem System zur Abgasrückführung für die Reduktion der Stickoxide ausgerüstet. Außerdem war das Fahrzeug mit zwei PTX-5-Katalysatorsätzen von Engelhard ausgerüstet. Diese waren jeweils unterhalb eines Verteilers installiert. Um die vollständige Oxidation von Kohlenwasserstoffen und Kohlenstoffmonoxid zu gewährleisten, wurde vor dem zweiten Katalysatorsatz zusätzliche Luft eingeleitet. Anschließend wurde das Doppelrohr zusammengeführt und mit einem herkömmlichen Schalldämpfer verbunden. Durch eine Vergaserluft- und Kraftstofftemperaturregelung wurde das Luft-Kraftstoff-Verhältnis so weit wie möglich stabilisiert. Es lag zwischen 14,5:1 und 15:1 und damit auf der mageren Seite. Die Lufttemperatur wurde durch ein temperaturabhängiges Ventil gesteuert, das die Einlassluft mit hoher und niedriger Temperatur mischte. Die Kraftstoffleitungen waren isoliert und der Vergaser wurde von der Motorwärme abgeschirmt. Durch die genaue Regelung des Luft-Kraftstoff-Verhältnisses konnten die Katalysatoren mit maximalem Wirkungsgrad betrieben werden. Um den Kraftstoffverbrauch zu senken, ersetzte das Team die Motorhaube, den Kofferraumdeckel und die Türen durch leichte Materialien. Die Fenster wurden während der Fahrt geschlossen gehalten und zur Minimierung des Kraftstoffverbrauchs auf eine Klimaanlage verzichtet.
Vor dem Rennen wurde das Fahrzeug bei der EPA in Ann Arbor strengen Tests unterzogen, um sicherzustellen, dass es für die anspruchsvolle Fahrt gerüstet war und die Emissionsnormen erfüllte. Die Ford-Ingenieure wechselten sich am Steuer des Fahrzeugs ab, während der Rest des Teams die Logistik unterstützte. Die Versorgung mit bleifreiem Benzin beispielsweise erfolgte von einem Begleitfahrzeug, das mit 760 Litern bleifreiem Benzin beladen war. Das Auto erfüllte alle Leistungsstandards des Rennens ohne Strafpunkte, einschließlich Beschleunigung, Durchschnittsgeschwindigkeit und Abgasemissionen. Als nur eines von 15 Fahrzeugen absolvierte es die gesamte Strecke und stellte damit die Zuverlässigkeit und Effizienz der verwendeten Technik unter Beweis.

## Folgen
Das Clean Air Car Race erregte landesweit große Aufmerksamkeit. Kurz vor der Senatsdebatte über die Grenzwerte wurden die Ergebnisse des Rennens bekannt gegeben. Der Mercury Capri unterschritt mit einem Ausstoß von 0,19 Gramm Kohlenwasserstoffe und 1,48 Gramm Kohlenstoffmonoxid die in der Senatsvorlage festgelegten Grenzwerte von 0,5 Gramm Kohlenwasserstoffe und 11,0 Gramm Kohlenstoffmonoxid pro gefahrener Meile. Die Reduktion von Stickoxiden lag knapp über dem Grenzwert. Wenn ein modifiziertes Auto der Wayne State University die geforderten Grenzwerte einhalten oder fast einhalten konnte, sollte dies auch für die großen Automobilhersteller möglich sein. Dies trug dazu bei, die Einführung von Katalysatoren, bleifreiem Benzin und Abgasrückführsystemen voranzutreiben.